# Batalla de Baxi
La batalla de Baxi va ser un conflicte militar entre el general Zhang Fei sota les ordres de Liu Bei i el general Zhang He sota les ordres de Cao Cao que va ocórrer l'any 215 durant el preludi del període dels Tres Regnes de la història xinesa. Liu Bei va eixir victoriós contra les forces de Cao Cao.

## Batalla
Cao Cao va conquerir el territori de Zhang Lu i va estacionar a Xiahou Yuan i Zhang He per protegir la vall Han. Zhang He va dirigir de manera separada diversos batallons de l'exèrcit principal cap al sud fins a Baxi, amb la intenció d'evacuar i reubicar a la població civil a Hanzhong. Ell va avançar cap a Dangqu, Mengtou, Dangshi, oposant-se a l'exèrcit de Zhang Fei per uns cinquanta dies. Zhang Fei dirigí més de deu mil soldats d'elit a través d'una ruta alternativa per interceptar i emboscar a Zhang He des d'una altra direcció. En els estrets i traïdorencs senders de muntanya, les forces de Zhang He van ser incapaces d'ajudar-se mútuament des d'ambdós extrems del sender, Zhang Fei posteriorment va derrotar a Zhang He. Zhang He es va veure obligat a abandonar el seu cavall i a escapar per les regions muntanyoses a través d'una ruta de menor amb només una dotzena d'homes, en retirada dirigint les tropes de tornada a Nanzheng. La gent de Ba recuperà la seva pau.